# Střemy
Střemy (en allemand : Strem) est une commune du district de Mělník, dans la région de Bohême-Centrale, en République tchèque. Sa population s'élève à 438 habitants en 2018.

## Géographie
Střemy se trouve à 7 km au nord-est de Mělník et à 34 km au nord-nord-est de Prague.
La commune est limitée par Vysoká au nord-ouest, par Nebužely par nord-est, par Řepín à l'est, par Hostín au sud, et par Velký Borek et Lhotka à l'ouest.

## Histoire
La première mention écrite de la localité date de 1245.

## Administration
La commune se compose de deux quartiers :
- Střemy
- Jenichov

## Transports
Par la route, Střemy se trouve à 9 km de Mělník et à 45 km de Prague.